# Gabriele Varano
Gabriele Varano (ur. 21 stycznia 1974 roku w Toledo) – włoski kierowca wyścigowy startujący również ze szwajcarską licencją.

## Kariera
Varano rozpoczął karierę w wyścigach samochodowych w 1999 roku od startów we Włoskiej Formule 3 oraz Brytyjskiej Formule 3. Jedynie w edycji włoskiej był klasyfikowany. Z dorobkiem 160 punktów uplasował się tam na piętnastej pozycji w klasyfikacji generalnej. W klasie Light był trzeci. W tym samym roku wystąpił również bez sukcesów w Masters of Formula 3, Grand Prix Makau oraz Europejskim Pucharze Formuły 3. W późniejszych latach pojawiał się także w stawce Włoskiej Formuły 3000, Europejskiej Formuły 3000 oraz Formuły 3000.
W Formule 3000 Włoch wystartował w pięciu wyścigach sezonu 2001 z ekipą Prost Junior Team. Jednak nigdy nie zdobywał punktów.